# (6069) Cevolani
(6069) Cevolani (1991 PW17) – planetoida z grupy pasa głównego asteroid okrążająca Słońce w ciągu 3,37 lat w średniej odległości 2,25 j.a. Odkryta 8 sierpnia 1991 roku.